# Turkmeni iraccy
Turkmeni iraccy – Turkmeni żyjący w Iraku, głównie w rejonach Kirkuku, Mosulu i Arbili. Ich liczba według spisu narodowego z 1957 roku wynosiła 567 000, natomiast w 2013 oszacowano ją na około trzy miliony.

Flaga Turkmenów irackich

Turkmeni iraccy są ludem tureckim wywodzącym się od Oguzów i posługują się głównie dialektem języka azerskiego (nie należy ich mylić z Turkmenami zamieszkującymi Azję Centralną). W większości wyznają islam (dzielą się na sunnitów i szyitów), ale 5% Turkmenów irackich (30 000 osób) jest chrześcijanami.
Turkmeni iraccy współpracują z Kurdami oraz są wspierani przez rząd turecki. 